# سه ماهی
سه ماهی یک فیلم ویدئویی و نخستین فیلم بلند حمیدرضا قربانی در مقام کارگردان محصول سال ۱۳۹۲ است.

## داستان
الهام که دو سال پیش در یک روز بارانی پسرش را برای بازی به پارک برده بود و در اثر زمین‌خوردن پسرش را از دست داده، خود را مسبب این اتفاق تلخ می‌داند. او در یک دفتر هنری کاشیکاری کار می‌کند و همسرش امیر استاد دانشگاه است. مادر الهام در بچگی او و پدرش را به خاطر اختلافات زیاد با پدرش، ترک کرده و برای ادامه تحصیل به خارج از کشور رفته‌است. الهام متوجه می‌شود که توموری در سر خود دارد که به سرعت باید عمل کند...

## بازیگران
- هانیه توسلی
- رویا افشار
- علیرضا کمالی نژاد
- شیوا ابراهیمی
- بهرام شاه محمدلو
- بابک کریمی
- امید روحانی
- یدالله شادمانی
- طوفان مهردادیان
- حمید جانانه
- صمد عدالت خواه
- مینو شیخان
- زهرا طاهری منش

## جوایز و افتخارات

### جشنواره فیلم یاس
- جایزه ویژه هیئت داوران بخش بین‌الملل به حمیدرضا قربانی کارگردان
- جایزه بهترین کارگردانی حمیدرضا قربانی
- جایزه بهترین موسیقی ستار اورکی
- جایزه بهترین تدوین مریم نراقی
- جایزه بهترین صدا برداری و صدا گذاری کامران کیان ارثی- سید علیرضا علویان
- جایزه بهترین فیلم